# Giuseppe Asclepi
Giuseppe Asclepi, italijanski jezuit, astronom in fizik, * 1706, † 1776.
Deloval je v observatoriju Pontifikalne gregorijanske univerze.
Po njem se imenuje krater Asclepi na Luni.